# 3395 Jitka
3395 Jitka este un asteroid din centura principală, descoperit pe 20 octombrie 1985, de Antonín Mrkos.